# 剛果駝背魚
剛果駝背魚，為輻鰭魚綱骨舌魚目弓背魚科的其中一種，為熱帶淡水魚，分布於非洲剛果河流域，體長可達21.4公分，棲息在溪流底層水域，生活習性不明。